# Arabowszczyzna
Arabowszczyzna (biał. Арабаўшчына, Arabouszczyna; ros. Арабовщина, Arabowszczina) – agromiasteczko na Białorusi, w obwodzie brzeskim, w rejonie baranowickim, w sielsowiecie Horodyszcze, przy drodze republikańskiej .
Dawniej wieś i folwark. Istniała tu kaplica rzymskokatolicka należąca najpierw do parafii w Stołowiczach, a po jej skasowaniu przez władze carskie w wyniku represji popowstaniowych, do parafii w Kroszynie. W dwudziestoleciu międzywojennym wieś leżała w Polsce, w województwie nowogródzkim, w powiecie baranowickim.
23 maja 1996 roku w pobliżu wsi zginął ppłk. Uładzimir Karwat.